# Still... feat. AK-69
「Still...」（スティル）は、日本のR&B歌手AIの楽曲で、2010年6月30日にAIの通算21枚目のシングルとして発売された。『FAKE feat. 安室奈美恵』に続き、AIのデビュー10周年記念の第2弾シングルであり、前作から3ヶ月ぶりのリリースとなった。表題曲には日本のラッパーAK-69、カップリングには映画 「THIS IS IT」 で、生前のマイケル・ジャクソンとデュエットをしていたアメリカの女性歌手ジュディス・ヒル、アフリカ・ソマリア出身のラッパー・ケイナーンが参加しており、トリプル・コラボ・シングルとしてリリースされる。
通常盤と初回限定盤の2形態で発売。初回盤には「Still... feat. AK-69」 のMUSIC VIDEOとメイキング映像が収録されたDVDが付属する。

## チャート成績
収録曲『Wavin' Flag - Cola-Cola® Celeblation Mix』は2010年6月15日付けのRIAJ有料音楽配信チャートで初登場64位、翌週6月22日に30位に上昇した。

## 批評
『hotexpress』の平賀哲雄は『Still... feat. AK-69』を"豪華なキラーチューン"とし、「激しく躍動するピアノ&シンセサウンド、熱情的に鳴り響くギターの上であらゆる感情を爆発させる2人。生易しい切なさじゃない。笑って話せるような想いじゃない。叫ばなきゃおかしくなりそうな今をAIとAK-69はそれぞれの立場から叩き付け合う。」、『For my Sister feat. Judith Hill』を「マイケル・ジャクソンをきっかけに親交を深めた2人による、2人らしい優しきラブソングが涙を誘う。」、『K’NAAN with AI / Wavin’Flag - Cola-ColaR Celeblation Mix with AI（Remix）』を「球と人間への愛を楽しげに歌い上げている。」とそれぞれ批評した。

## 収録曲
1. Still... feat. AK-69
2. For my Sister feat. Judith Hill
3. K'NAAN with AI / Wavin' Flag - Cola-Cola® Celeblation Mix
4. Wavin' Flag -Coca Cola® Celebration Mix -Version AI- *Japanese Cover

## タイアップ
- 関西テレビ「グータンヌーボ」テーマソング（#2）
- 2010年南アフリカW杯公式スポンサー コカ・コーラ® グローバル・キャンペーン・ソング（#3）